# Osip Brik

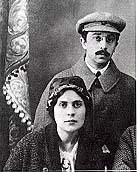
Osip en Lili Brik tijdens hun huwelijksreis in Turkmenistan, 1912

Osip Maksimovitsj Brik (Russisch: Осип Максимович Брик) (Moskou, 16 januari 1888 – aldaar, 22 februari 1945) was een Russisch schrijver, dichter en literatuurcriticus. Brik geldt als vooraanstaand vertegenwoordiger van het Russisch formalisme en het Russisch futurisme. Hij was gehuwd met Vladimir Majakovski's muse Lili.

## Leven en werk
Brik groeide op in Moskou als zoon van een welgestelde Joodse juwelier. Hij studeerde rechten aan de Universiteit van Moskou, maar richtte zich vervolgens op de literatuur. Hij maakte kennis met Roman Jakobson en was in 1916 een van de oprichters van de linguïstisch-literaire beweging OPOJAZ, samen met Viktor Sjklovski, Joeri Tynjanov en Boris Eichenbaum, van waaruit de theorieën en de technieken van het Russisch formalisme werden ontwikkeld. Zijn essay Klankherhalingen (1917) geldt binnen het formalisme nog steeds als een klassieker. Brik paste zijn principes, met name over ritmiek, ook toe in eigen literaire werken, welke de tand des tijds minder hebben doorstaan.
Na de Russische Revolutie bekleedde Brik een hoge post op en Volkscommissariaat van Onderwijs en adviseerde hij Anatoli Loenatsjarski. Mede door Briks invloed konden de avant-gardisten in de jaren twintig binnen de Sovjet-Unie lange tijd op brede steun van de staat rekenen. Brik werd zelf lid van Vladimir Majakovski's “Oktobergroep” en vervolgens ook redacteur van het avant-gardistisch-futuristische tijdschrift LEF. Hij schreef ook het draaiboek Vsevolod Poedovkins klassieker 'Storm over Rusland (1928).  Na de machtsovername door Jozef Stalin en de zegetocht van het socialistisch realisme werd de rol van Brik steeds meer gemarginaliseerd en leefde hij uiteindelijk voornamelijk nog door het schrijven van recensies en artikelen over Majakovski. Ook schreef hij nog een aantal scenario's. Hij overleed in 1945 tijdens een val van de trap in zijn appartement, na een hartaanval.

#### Lili en Majakovski

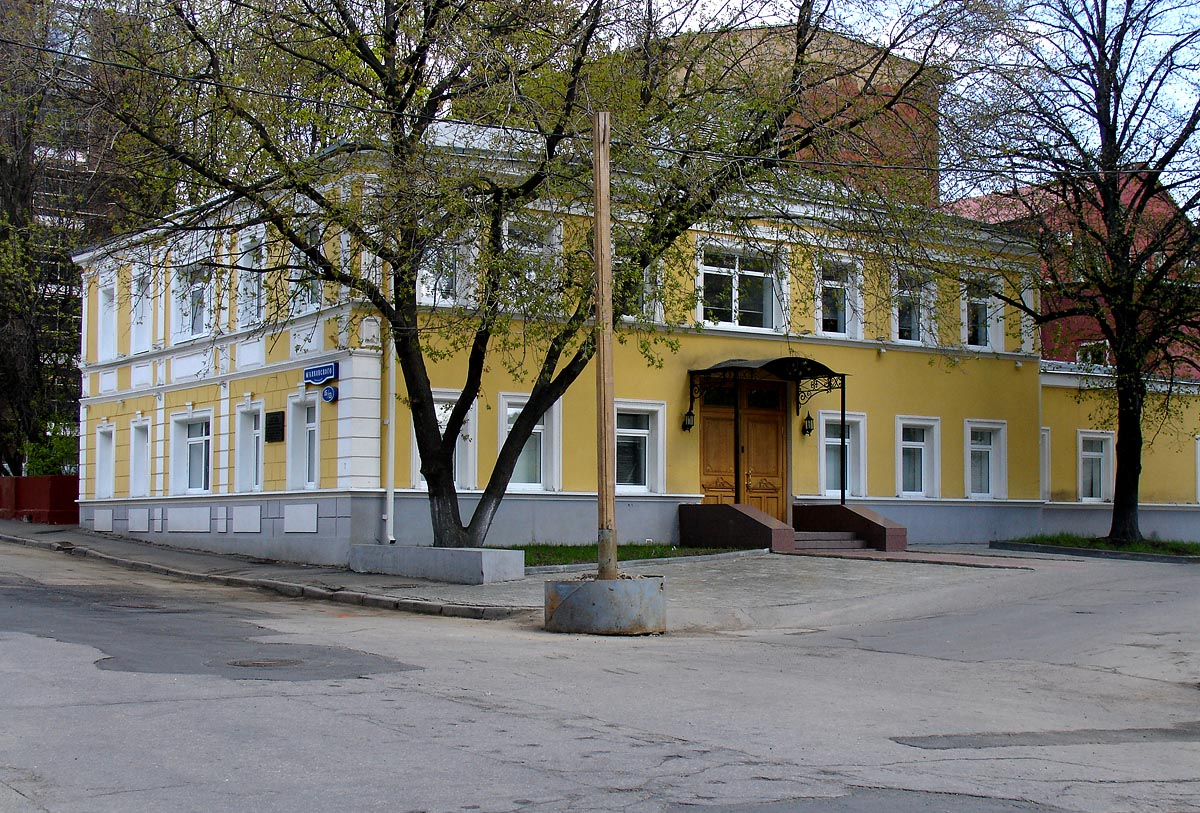
Huis in Moskou waar de Briks en Majakovski begin jaren twintig lange tijd samenwoonden

Brik huwde in 1912 met de extravagante Lili Kagan, zus van Elsa, die hij al vanaf hun kindertijd kende. Nadat Majakovski in 1915 ten huize van de Briks zijn gedicht Wolk in Broek declameerde, werden Lili en Majakovski verliefd en kregen ze een verhouding. Die verhouding groeide met deelneming van Osip al snel uit tot een soort van ‘menage a trois’, welke in het Moskou van die dagen tot veel opspraak leidde. Na de dood van Majakovski in 1930 liet Lili zich van Osip scheiden en bleef hij alleen achter.